# Flughafen Yakutat

i7
i11
i13
Der Flughafen Yakutat (englisch Yakutat Airport, IATA-Code: YAK, ICAO-Code: PAYA)  ist ein ziviler Flughafen 6 Kilometer südöstlich von Yakutat in Alaska.

## Geschichte
Der Flughafen wurde 1940 eröffnet und diente zu diesem Zeitpunkt militärischen Zwecken. Die United States Army hatte so mit dem Yakutat Army Airfield eine Basis geschaffen, um Alaska im Zweiten Weltkrieg schützen zu können.

## Allgemeines
Der Flughafen Yakutat hat zwei sich nicht kreuzende Landebahnen mit den Ausrichtungen 11/29 bzw. 02/20, wobei die erste dieser Bahnen einen ILS-Anflug ermöglicht, also einen Präzisionsanflug. Sie ist auch die einzige, die ein sog. VASI-System besitzt. Zwischen Oktober und Mai ist erhöhte Vorsicht geboten, da die Pisten aufgrund der Kälte und des Schnees stark vereist sein können. Statistiken belegen, dass der Flughafen zu 26 % durch Lufttaxis, zu 16 % durch lokalen Flugverkehr und nur durch 4 % durch kommerzielle Luftfahrt genutzt wird. Auch militärisch sind es nur noch 2 %. Den größten Anteil nimmt die allgemeine Luftfahrt ein.

## Zwischenfälle
- Am 27. November 1947 wurde eine Douglas DC-3/C-47-DL der US-amerikanischen Columbia Air Cargo (Luftfahrzeugkennzeichen NC95486) viel zu tief angeflogen und kollidierte etwa 1600 Meter nordöstlich des Zielflughafens Yakutat mit einer Fichte, stürzte ab und fing Feuer. Durch diesen CFIT (Controlled flight into terrain) wurden alle 13 Insassen getötet, beide Besatzungsmitglieder und 11 Passagiere.[3]

- Am 12. September 1977 stürzte eine Douglas DC-7BF der US-amerikanischen Safe Air Cargo (N6314J) 4 Kilometer nordwestlich des Flughafens Yakutat in ein abgeholztes Gebiet. Nach dem Abheben stieg die Maschine kaum und flog nur rund 10 Meter über die Bäume am Startbahnende hinweg. Das Flugzeug war überladen und hatte auf einem Triebwerk die Leistung verloren. Außerdem fuhr dessen Propeller auch nicht in die Segelstellung, da das hierfür vorgesehene System gar nicht angeschlossen war. Alle 4 Besatzungsmitglieder, die einzigen Insassen auf dem Frachtflug, wurden getötet.[4]